# Катастрофа Ил-14 на острове Хейса
Катастрофа Ил-14 на острове Хейса — авиационная катастрофа, произошедшая 12 февраля 1981 года на острове Хейса (архипелаг Земля Франца-Иосифа, Архангельская область, СССР) с самолётом Ил-14, в результате которой погибли два человека. По состоянию на 2023 год разбившийся самолёт по-прежнему находился на острове Хейса.

## Самолёт

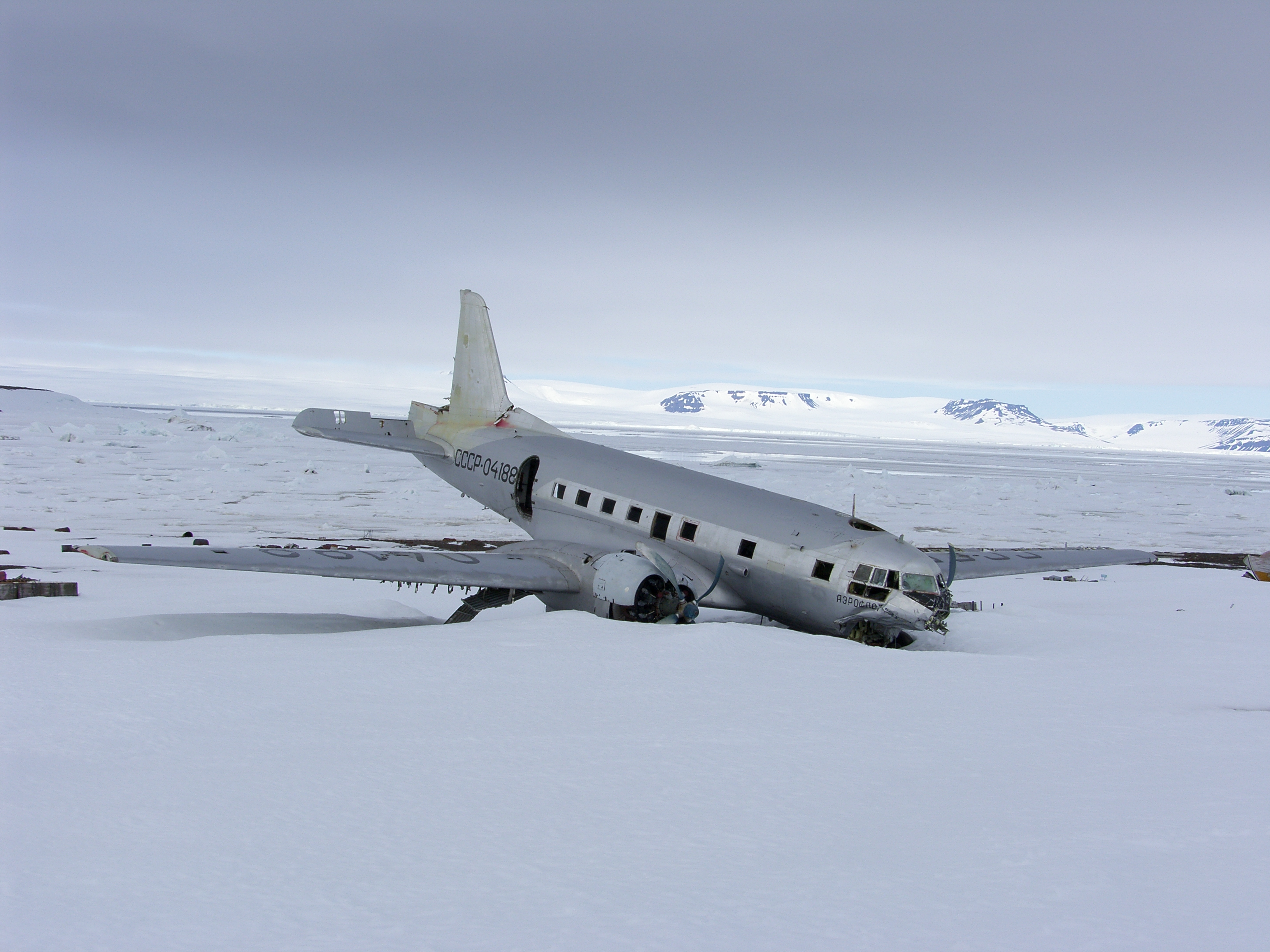
Вид на разбитый самолёт с другого ракурса (2007)

Ил-14Т (по другим данным — Ил-14П) с бортовым номером CCCP-04188 (заводской — 6341301, серийный — 13-01) был выпущен Ташкентским авиазаводом 17 апреля 1956 года и вскоре был передан Главному управлению гражданского воздушного флота, которое направило его в Управление полярной авиации. С 21 ноября 1971 года самолёт эксплуатировался в Мячковском авиаотряде Центрального управления гражданской авиации. Всего на момент катастрофы борт 04188 имел 27 926 часов налёта и 11 225 посадок.

## Катастрофа
Самолёт совершал специальный рейс из Москвы на Землю Франца-Иосифа с рядом промежуточных посадок (Воркута, Диксон, последняя — на острове Средний), в ходе которого перевозил учёных Обнинского МетеоНИИ (а также их аппаратуру) для работы в обсерватории им. Эрнста Кренкеля, расположенной в северо-восточной части острова Хейса. На борту Ил-14 находилось 13 человек — шесть человек экипажа во главе с командиром Ермаковым и семь пассажиров.
Посадка осуществлялась на временную посадочную площадку в условиях полярных сумерек, при этом посадочный вес самолёта превышал допустимый на 700 кг. Когда самолёт находился на предпосадочной прямой, командир воздушного судна дважды терял из виду огни взлётно-посадочной полосы, однако не стал уходить на второй круг, как того требовали «Наставления по производству полетов в гражданской авиации СССР» («НПП ГА-78»), и продолжил снижение, не обращая внимания на предупреждение второго пилота об отсутствии видимости ВПП. Самолёт приземлился не на полосу, а в 32 метрах левее её на неукатанный снег глубиной около метра. Носовая стойка шасси при движении самолёта по глубокому снегу сломалась, из-за этого носовая часть фюзеляжа ударилась о землю и частично разрушилась. От удара сместился расположенный в салоне дополнительный топливный бак и другой груз, убив двух пассажиров и повредив кабину пилотов. Ранения получили пять членов экипажа и четыре пассажира.

## Причины катастрофы и последствия
По мнению комиссии, проводившей расследование, основной причиной произошедшей катастрофы стало невыполнение командиром воздушного судна требований «Наставления по производству полетов в гражданской авиации СССР» (п. 8.6.13), выразившееся в отказе прерывать посадку и уходить на второй круг в условиях отсутствия надёжного визуального контакта с огнями взлётно-посадочной полосы. Комиссия посчитала, что катастрофе способствовала неудовлетворительная организация лётной работы и обеспечения безопасности полётов в 229-м лётном отряде.
Самолёт был списан приказом Министерства гражданской авиации № 014 от 10 апреля 1981 года.
В 2014 году на острове Хейса начались работы по очистке территории, при этом относительно разбившегося самолёта было принято решение оставить его на месте в качестве экспоната. В статье на сайте «Русского географического общества», посвящённой посещению острова Хейса экспедицией «Арктического плавучего университета» в 2021 году, самолёт назван «трагическим памятником» и, в то же время, «самой фотографируемой достопримечательностью (если вообще это слово здесь уместно)».